# Peralta (República Dominicana)
Peralta es un municipio de la República Dominicana, que está situado en la provincia de Azua.

## Localización
Está situado a unos 24 kilómetros de distancia de la ciudad de Azua de Compostela, en la falda de la Cordillera Central, entre los ríos Jura y Ventura.

## Límites
Municipios limítrofes:
|                                             | Norte: Padre Las Casas y Guayabal |                 |
| Oeste: Las Yayas de Viajama y Tábara Arriba |                                   | Este: Estebanía |
|                                             | Sur: Azua de Compostela           |                 |

## Distritos municipales
Está formado por el distrito municipal de:
| Nombre  | Código   |
| ------- | -------- |
| Peralta | 05020501 |

## Demografía
La Población del municipio conforme al censo nacional de población y vivienda 2010, era de un total de 15257, de los cuales 8189 son hombres y 7068 mujeres.

## Economía
Su producto agrícola principal es el café, también se produce el guineo (banana), plátano, maíz, aguacate, habichuelas, yuca, cilantro etc. 

## Educación
Posee el Liceo Prof. Héctor Bienvenido Pérez, donde asisten una gran cantidad de jóvenes de todas las edades, también la Escuela Primaria 19 de Marzo que es la principal en todo el municipio ubicada en el sector de Camboya. Alberga alrededor de unos 1200 niños y niñas en dos jornadas, también tiene una jornada nocturna para adultos, otras escuelas están ubicadas en el sector de los Jobos, el Higüero, en la Sección de Majagual, en Puerta vieja y en el Carrizal. Todos los jóvenes en su mayoría de las secciones de Majagual y Carrizal acuden al Liceo del municipio al igual que los munícipes.

## Comunicaciones
Para llegar a este municipio, por medio de transporte público, solo tiene que coger una guagua o minibús, en la provincia de Azua, muy cercano al parque 19 de marzo.

## Festividades
- Las fiestas patronales se celebran del 2 al 11 de febrero, en honor a nuestra Señora de Lourdes.
- El 24 junio se celebra el día de San Juan.